# SN 2005J
SN 2005J – supernowa typu II odkryta 16 stycznia 2005 roku w galaktyce NGC 4012. W momencie odkrycia miała maksymalną jasność 16,50m.